# Список депутатов Государственной думы Российской Федерации
|        | Портрет | Имя (годы жизни)                                       | Полномочия       | Полномочия       | Партия              | Должность | Пр.   |
| Начало | Портрет | Имя (годы жизни)                                       | Окончание        |                  | Партия              | Должность | Пр.   |
| ------ | ------- | ------------------------------------------------------ | ---------------- | ---------------- | ------------------- | --- | ----- |
| 1      |         | Аверчев, Владимир Петрович (род. 1 ноября 1946)        | 12 декабря 1993  | 18 января 2000   | Яблоко              | |       |
| 2      |         | Афонский, Владимир Игорьевич (род. 10 октября 1966)    | 4 декабря 2011   | В должности      | Единая Россия       | Член комитета Госсудартвенной Думы по транспорту и строительству                                                          |       |
| 3      |         | Ахметов, Спартак Галеевич (род. 8 июня 1949)           | 2 декабря 2007   | 21 декабря 2011  | Единая Россия       | Заместитель председателя Комитета Государственной Думы по Регламенту и организации работы Государственной Думы V созыва   | [ 1 ] |
| 4      |         | Березин, Никита Владимирович (род. 3 мая 1985)         | 10 мая 2020      | В должности      | ЛДПР                | |       |
| 5      |         | Бурыкина, Наталья Викторовна (род. 20 августа 1960)    | декабрь 2011     | март 2015        | Партия Роста        | Председатель комитета Государственной Думы по финансовому рынку                                                           |       |
| 6      | ]       | Воложинская, Татьяна Львовна (род. 6 мая 1969)         | 2007             | 2011             | ЛДПР                | |       |
| 7      |         | Ганзя, Вера Анатольевна (род. 28 апреля 1959)          | 7 мая 2014       | В должности      | КПРФ                | |       |
| 8      |         | Голиков, Георгий Георгиевич (род. 10 апреля 1950 года) | 2003             | 2007             |                     | |       |
| 9      |         | Гусева, Ирина Михайловна (род. 20 мая 1972)            |                  | В должности      | КПРФ, Единая Россия | |       |
| 10     |         | Жириновский, Владимир Вольфович (род. 25 апреля 1946)  | 12 декабря 1993  | 6 апреля 2022    | ЛДПР                | Заместитель Председателя Государственной Думы Федерального Собрания РФ (2000—2011), основатель и председатель партии ЛДПР |       |
| 11     |         | Изотов, Алексей Николаевич (род. 26 апреля 1973)       | сентябрь 2016    | В должности      | Единая Россия       | Член комитета Государственной Думы по финансовому рынку                                                                   | [ 2 ] |
| 12     |         | Карамышев, Виктор Николаевич (род. 17 декабря 1966)    | 18 сентября 2016 | 9 июля 2019      | Единая Россия       | Член комитета Государственной Думы по контролю и регламенту                                                               |       |
| 13     |         | Лебедев Игорь Владимирович (род. 27 сентября 1972)     | 1999             | 12 октября 2021  | ЛДПР                | Заместитель Председателя Государственной думы Федерального собрания Российской Федерации VI и VII созывов                 |       |
| 14     |         | Муцоев, Зелимхан Аликоевич (род. 13 октября 1959)      |                  | В должности      | Единая Россия       | Член комитета Государственной Думы по международным делам                                                                 | [ 3 ] |
| 15     |         | Никитин, Владимир Петрович (род. 11 марта 1951)        |                  |                  |                     | | [ 4 ] |
| 16     |         | Петров, Александр Петрович (род. 21 мая 1958)          | 4 декабря 2011   | В должности      | Единая Россия       | Член комитета Государственной Думы по охране здоровья                                                                     | [ 5 ] |
| 17     |         | Скоч, Андрей Владимирович (род. 30 января 1966)        | 19 декабря 1999  | В должности      | Единая Россия       | Член комитета Государственной Думы по международным делам                                                                 |       |
| 18     |         | Страхов, Алексей Леонидович (род. 26 октября 1942)     | декабрь 1995     |                  | Наш дом — Россия    | |       |
| 19     |         | Строкова, Елена Викторовна (род. 17 февраля 1976)      | 24 декабря 2007  | В должности      | ЛДПР                | Член комитета Государственной Думы по международным делам                                                                 |       |
| 20     |         | Фургал, Сергей Иванович (род. 12 февраля 1970)         | 18 сентября 2016 | 26 сентября 2018 | ЛДПР                | |       |
| 21     |         | Чернышов, Борис Александрович (род. 25 июня 1991)      | 18 сентября 2016 |                  | ЛДПР                | |       |
| 22     |         | Чиркова, Ирина Александровна (род. 6 марта 1982)       | 21 декабря 2016  | 5 октября 2016   | ЛДПР                | |       |
| 23     |         | Шипулин, Антон Владимирович (род. 21 августа 1987)     |                  | В должности      | Единая Россия       | | [ 6 ] |
| 24     |         | Шпорт, Вячеслав Иванович (род. 16 июня 1954)           | 18 января 2000   | 24 декабря 2007  |                     | |       |
| 2\5    |         | Явлинский, Григорий Алексеевич (род. 10 апреля 1952)   | 11 января 1994   | 19 декабря 2003  |                     | |       |
| 26     |         | Язев, Валерий Афонасьевич (род. 10 апреля 1952)        |                  |                  |                     | | [ 7 ] |